# Drosophila tristipes
Drosophila tristipes är en tvåvingeart som beskrevs av Oswald Duda 1924.
Drosophila tristipes ingår i släktet Drosophila och familjen daggflugor. Artens utbredningsområde är Java.